# 菅田橋
菅田橋（すがたばし）は、福島県二本松市と本宮市に跨り阿武隈川に架かる二本松市道南杉田白沢線の道路橋である。

## 概要
- 全長 - 148.5 m
- 幅員 - 10.0 m（車道部7.5 m、歩道部2.5 m）
- 形式 - 3径間PC連結少主桁橋[1]
- 竣工 - 2012年2月29日[2][3]

二本松市杉田と本宮市和田を隔てる一級河川阿武隈川に架かる。現在供用されている橋は2012年に開通した全長148.5 mのPC桁橋である。施工はピーエス三菱、野地組など。橋は車道2車線で片側に歩道が設置されている。

## 沿革
1968年に、それまでの渡し船に変わり初代菅田橋の建設が行われ、全長136.0 m、幅員4.5 mの橋が竣工した。以後40年以上に渡り当地の交通を担うこととなるが、幅員狭小で大型車の離合が不可能であり、歩車分離が行われず歩行者の通行に危険があったことが課題であった。1994年度に当時の建設省による交流ふれあいトンネル・橋梁整備事業に認定され、2002年度より基本計画策定と地質調査が行われ、2012年2月29日に竣工、供用開始。周辺工事の完成を待って同年10月2日に開通式典が行われた。

## 周辺
- 福島県道73号二本松金屋線
- 庭渡神社
- 菅田神社
- 十神集会所
- 杉田3の2区集会所

## 隣の橋
- 阿武隈川

（上流） - 安達太良大橋 - 菅田橋 - 舟形橋 - （下流）